# Адольфо-Альсіна (округ)
Округ Адо́льфо-Альсі́на (ісп. Adolfo Alsina) — адміністративно-територіальна одиниця провінції Буенос-Айрес в центральній Аргентині. Адміністративний центр округу — Каруе.
Населення округу становить 17552 особи (2022). Площа — 5881,6 кв. км.

## Історія
Округ заснований 1886 року.

## Населення
У 2010 році населення становило 17072 особи. З них чоловіків — 8405, жінок — 8667.

## Політика
Округ належить до 6-ого виборчого сектору провінції Буенос-Айрес.